# 苏家镇
苏家镇，是中华人民共和国四川省成都市大邑县曾经下辖的一个镇。2019年12月，撤消苏家镇，原苏家镇香林村、永兴村、虹桥社区、复兴社区、安合村所属行政区域划归安仁镇管辖，将原苏家镇梓橦村划归青霞街道管辖。

## 行政区划
苏家镇撤销前下辖以下地区：
虹桥社区、复兴社区、香林村、梓童村、安合村和永兴村。